# RheinHarmonie
Die RheinHarmonie (ehemals Jan von Werth) ist ein Ausflugsschiff der KD Europe S.à r.l., das im Auftrag der Köln-Düsseldorfer Deutsche Rheinschiffahrt AG in der Hauptsaison im Rundfahrtverkehr auf dem Niederrhein bei Köln eingesetzt wird. Von Oktober bis April wird sie nur bei ausreichender vorheriger Nachfrage eingesetzt. Neben den planmäßigen Einsätzen wird die RheinHarmonie für verschiedene Anlässe zur Vermietung angeboten. Sie ist das baugleiche Schwesterschiff der Austria Princess, die in  Nieder- und Oberösterreich für die Brandner Schiffahrt GmbH im Einsatz ist.

## Geschichte

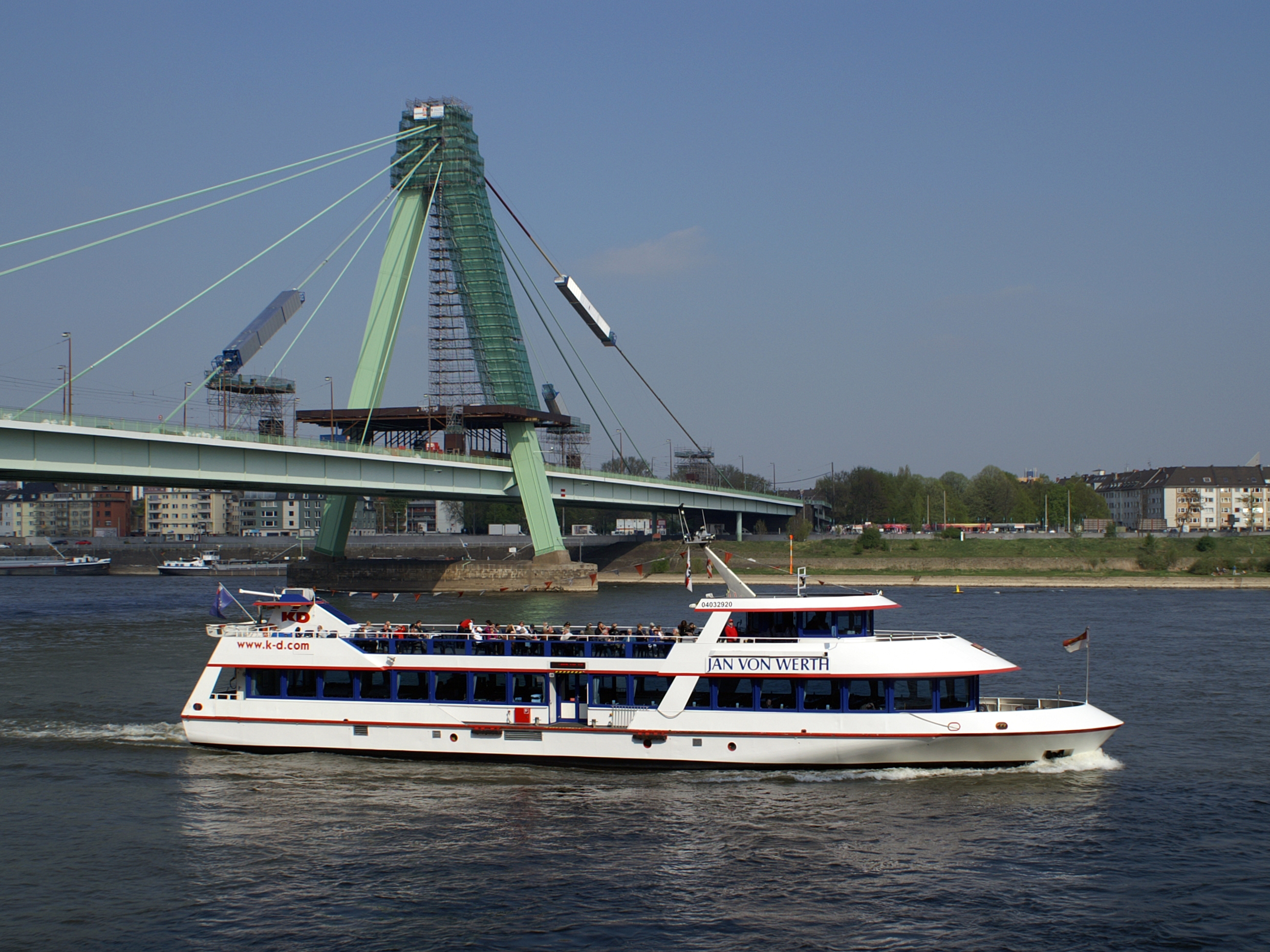
Die Jan von Werth an der Severinsbrücke in Köln

Das Schiff wurde im Jahre 1992 von der De-Hoop-Werft in Rijnwaarden unter der Baunummer 353 für das niederländische Schifffahrtunternehmen Witjes gebaut und am 10. Juli 1992 in Tolkamer auf den  Namen Graaf van Bylant getauft. Die Reederei setzte die Graaf van Bylant auf dem niederländischen Oberrhein sowie auf dem Bijlands-Kanal im Lokalverkehr und als Partyschiff ein. 
Am 4. März 1993 schlossen der Eigner und die Köln-Düsseldorfer einen Chartervertrag über drei Jahre, in dem ein Vorkaufsrecht für die Reederei vereinbart wurde. Anschließend erhielt das Schiff bei Bodewes Binnenvaart einen neuen Anstrich in Köln-Düsseldorfer-Farben und wurde auf den Namen des in Köln verehrten Reitergenerals Jan von Werth umbenannt. Im Rahmen einer Pressevorstellung unter Anwesenheit der Namenspaten, dem Reiter-Korps „Jan von Werth“, wurde das Schiff in Dienst gestellt. Die Reederei setzte es ab dem 20. Juni 1993 neben der Domspatz als zweites Rundfahrtschiff in Köln ein, zusätzlich konnte es auch für Partys oder andere Anlässe gechartert werden. Am 1. Mai  machte die Köln-Düsseldorfer von ihrer Option gebrauch und kaufte das Schiff. Im Dezember 2008 wurde das Schiff an die hundertprozentige Unternehmenstochter KD Europe S.à r.l in Luxemburg verkauft und anschließend im Januar 2009 in Valletta auf Malta registriert. Das Schiff wird bei Bedarf im Niehler Hafen in Köln gewartet.

## Einzelnachweise

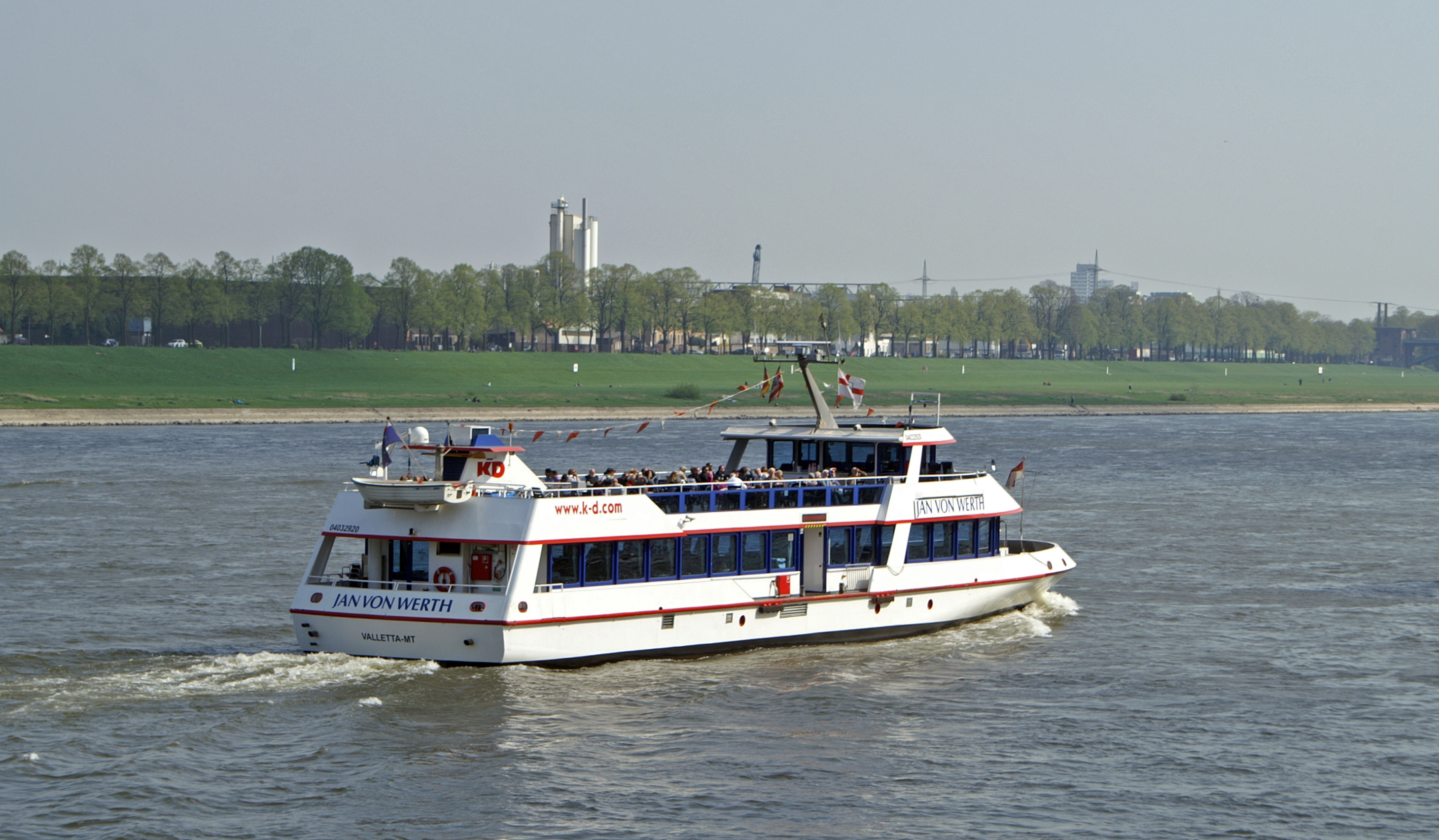
Auf Fahrt in Köln

## Ausstattung
Das Schiff ist ein Dreideck-Fahrgastschiff mit einem Salon im geschlossenen Hauptdeck. Die Nutzfläche des Schiffes beträgt zirka 300 m², die Deckenhöhe 2,20 m. Bei Normalbestuhlung finden im mit einer Bar ausgestatteten Hauptdeck bis zu 170 Fahrgäste Platz. Das teilweise überdachte Freideck, in das der Steuerstand integriert wurde, ist für 100 Personen ausgelegt. Im Unterdeck befinden sich eine Personalkabine, die Garderobe, die Toilettenanlagen, die Küche, ein Kühl- und Wirtschaftsraum sowie der Trinkwasser-, der Kraftstoff- und der Fäkalientank.

## Technik
Das Schiff wird von zwei Sechszylinder-Dieselmotoren von DAF Typ DKS 1160 M à 234 kW mit TwinDisc-MGX-5114-Quickshift-Getrieben und Wellenanlage angetrieben. Das Bugstrahlruder von Holland-Roer verfügt über einen elektrischen Antrieb mit 80 kW. Das Schiff ist 40,20 m lang, 7,52 m breit und hat einen Tiefgang von 1,50 m. Seit Ende Juli 2012 ist der Backbord-Antriebsstrang mit einem passiv regenerierenden Rußpartikelfilter und einem SCR-Katalysator ausgerüstet.